# Nematopteris pyxidata
Nematopteris pyxidata là một loài dương xỉ trong họ Polypodiaceae. Loài này được Alderw. Alderw. mô tả khoa học đầu tiên năm 1918.